# Paul Brousse (cyclisme)
Pour les articles homonymes, voir Paul Brousse et Brousse.
Paul Brousse, né le 28 décembre 1983 à Poitiers, est un coureur cycliste français, devenu par la suite directeur sportif puis entraîneur. Depuis 2018, il est sélectionneur de l'équipe de France féminine de cyclisme sur route.

## Biographie
De 1999 à 2002, Paul Brousse est inscrit au Pôle Espoirs de Poitiers. Il connait sa première sélection en équipe nationale de France juniors pour le Trofeo Karlsberg en juin 2001. En 2003, il intègre l'UC Châteauroux en 2003. 
Après de bons résultats chez les amateurs, il passe professionnel en 2007 au sein de la nouvelle équipe continentale Roubaix Lille Métropole, créée par le VC Roubaix Lille Métropole. Il intègre ensuite la formation CarmioOro-A Style en 2008, renommée CarmioOro-A Style en 2009. 
À l'issue de la saison 2011, il met un terme à sa carrière sportive. Fondateur de la société VéloPerformance et désormais titulaire d'un Brevet d'État d'Éducteur Sportif, il devient directeur sportif au sein de l'équipe féminine Vienne Futuroscope, fonction qu'il quitte en fin d'année 2015.
En 2018, il est nommé sélectionneur de l'équipe de France féminine de cyclisme sur route.
Depuis 2022, il est consultant pour France Télévisions lors du Tour de France Femmes. Il rejoint les commentateurs, Nicolas Geay et Laurent Jalabert, avant le départ et après l'arrivée pour analyser l'étape du jour. Durant la course, il est consultant auprès du réalisateur TV pour aider à choisir les images importantes pour comprendre la course, comme le fait Ronan Pensec lors du Tour Hommes.

## Palmarès
- 2001
  - Flèche du Pays d’Olliergues
  - 2e du Grand Prix d'Oradour-sur-Vayres
- 2002
  - Grand Prix des Ets IMTEC
  - Prix de La Chapelle-Thireuil
  - 2e du Grand Prix de Cherves
- 2003
  - 3e du Grand Prix de Cherves
- 2004
  - Circuit des Communes de la Vallée du Bédat
- 2005
  - 2ea étape du Critérium des Espoirs
  - Circuit des Communes de la Vallée du Bédat
  - Circuit des Deux Ponts
  - 2e du Circuit méditerranéen
  - 2e de la Vienne Classic espoirs
  - 2e de la Route d'Or du Poitou
- 2006
  - Grand Prix de Buxerolles
  - Classement général du Tour de Moselle
  - Circuit des Deux Ponts
  - 2e du Circuit des Communes de la Vallée du Bédat
  - 2e du Prix de La Charité-sur-Loire
  - 3e de la Polymultipliée lyonnaise
- 2009
  - 2e du Circuit des Deux Ponts
- 2010
  - Grand Prix d'Availles-Limouzine
  - 2e du Tour de la Creuse
  - 3e du Tour du Canton de La Trimouille
  - 3e du Prix Albert-Gagnet
- 2011
  - Prix de Saint-Savin
  - Grand Prix de Champniers

## Classements mondiaux
| Année            | 2005 | 2006 | 2007 | 2008 | 2009  |
| ---------------- | ---- | ---- | ---- | ---- | ----- |
| UCI Europe Tour  | 940e |      |      | 974e | 1040e |
| UCI America Tour |      |      |      | 387e |       |